# Saint-Denis-Combarnazat
Saint-Denis-Combarnazat är en kommun i departementet Puy-de-Dôme i regionen Auvergne-Rhône-Alpes i centrala Frankrike. Kommunen ligger i kantonen Randan som tillhör arrondissementet Riom. År 2022 hade Saint-Denis-Combarnazat 247 invånare.

## Befolkningsutveckling
Antalet invånare i kommunen Saint-Denis-Combarnazat
| Referens: INSEE |